# سيميون دي ويت
سيميون دي ويت (بالإنجليزية: Simeon De Witt)‏ هو عالم رسم الخرائط أمريكي، ولد في 25 ديسمبر 1756 في Wawarsing, New York ‏ في الولايات المتحدة، وتوفي في 3 ديسمبر 1834 في إثاكا في الولايات المتحدة.

## معرض صور

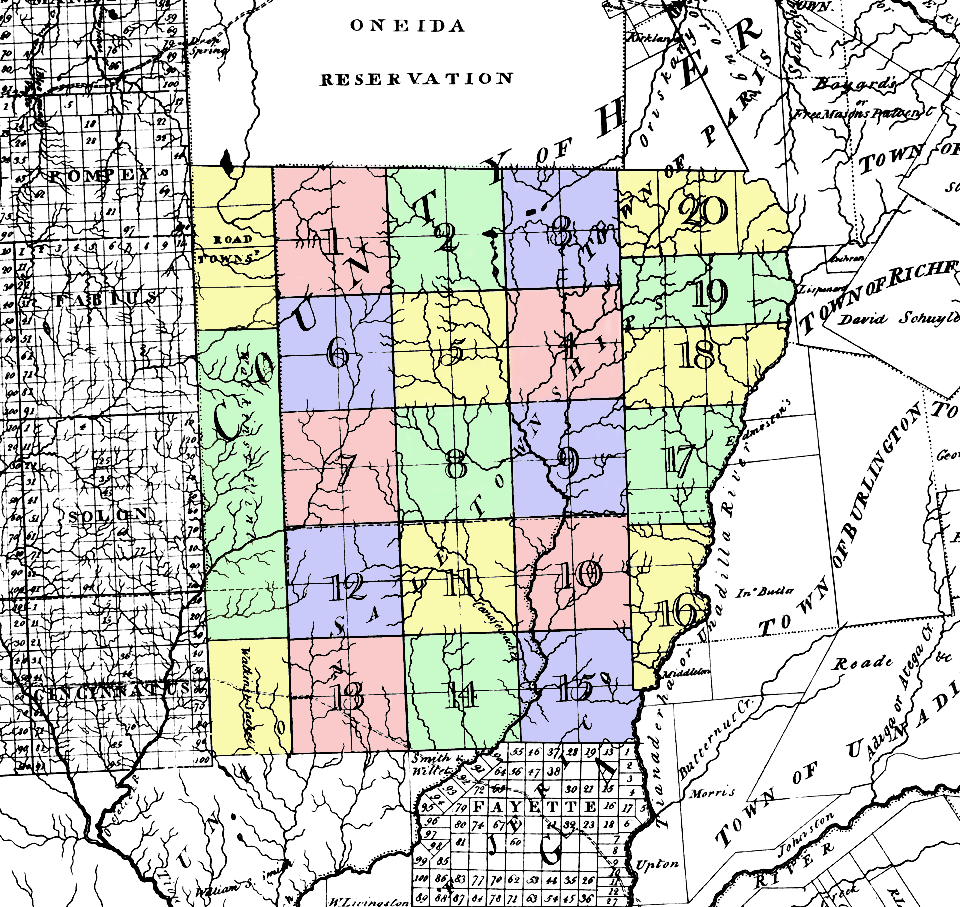
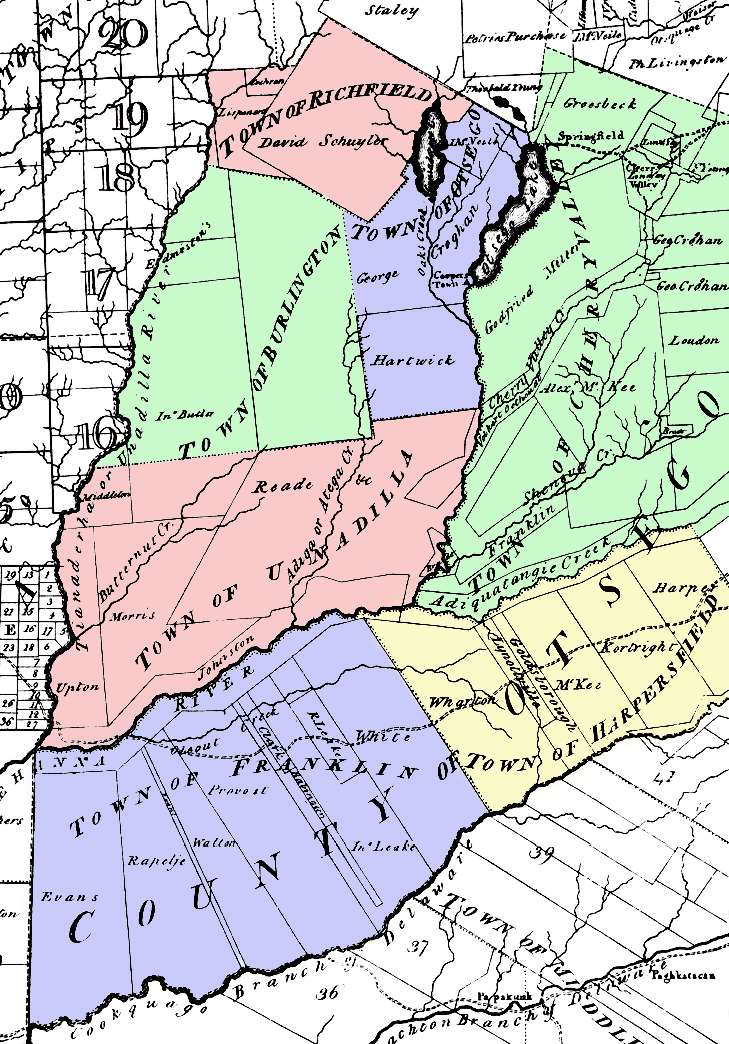
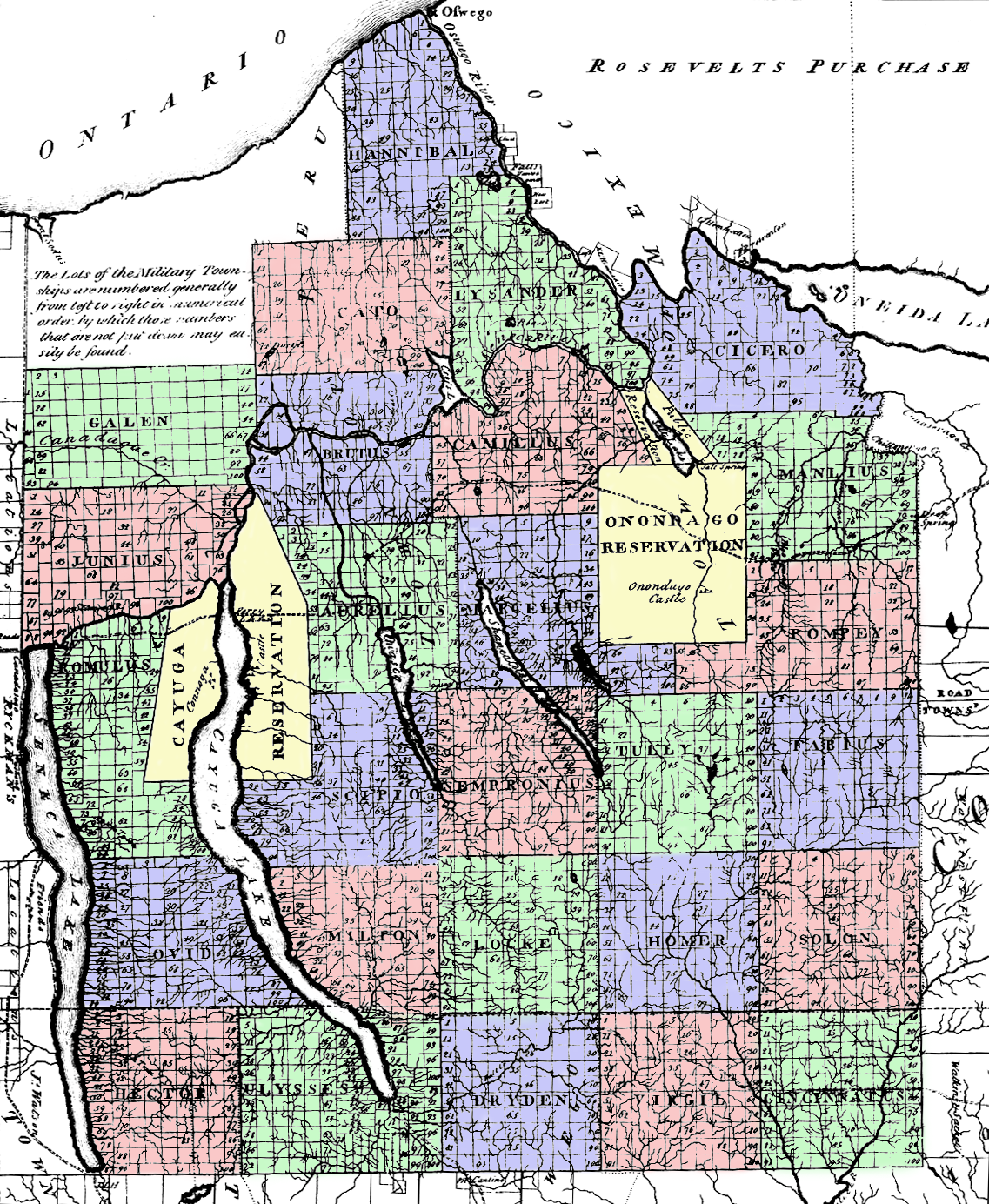
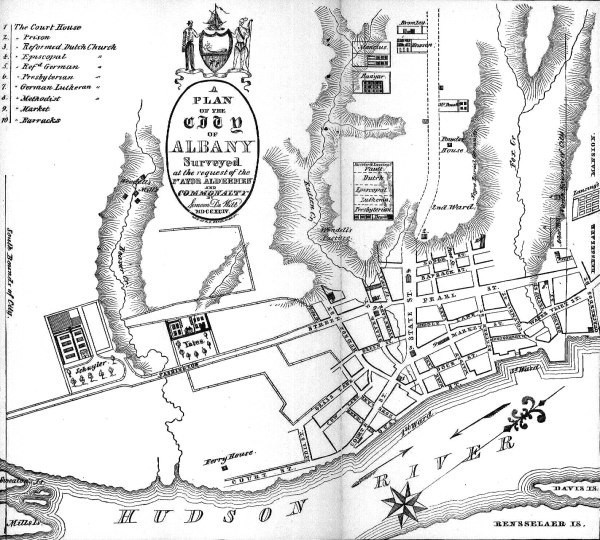